# Chodzące mrówki
Efekt chodzących (lub maszerujących) mrówek – technika animacji często spotykana w narzędziach zaznaczenia programów do grafiki komputerowej. Pomaga użytkownikowi odróżnić ramkę wyboru od tła obrazu poprzez animację ramki. Obramowanie jest linią kropkowaną lub przerywaną, w której myślniki wydają się poruszać powoli na boki, w górę i w dół. Stwarza to iluzję mrówek chodzących w linii, gdy czarno-białe części linii zaczynają się poruszać. Niektórzy wolą określenie zaznaczenie markizy (ang. marquee selection), ponieważ efekt przypomina uciekające światła markizy, a termin ten można uznać za synonim. Popularne programy graficzne, takie jak m.in. GIMP i Adobe Photoshop, implementują swoje narzędzia wyboru za pomocą efektu chodzących mrówek. Technika ta była po raz pierwszy szeroko stosowana w programie MacPaint opracowanym przez Billa Atkinsona. 

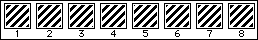
Osiem wzorów 8x8 pikseli (wyświetlanych w większych próbkach), które można wykorzystać do stworzenia chodzących mrówek

Najłatwiejszym sposobem uzyskania tej animacji jest narysowanie zaznaczenia za pomocą wzoru pióra zawierającego linie ukośne. Jeśli kontur wyboru ma tylko jeden piksel grubości, wycięcia ze wzoru będą wyglądać jak linia przerywana, a animację można łatwo osiągnąć, przesuwając wzór o jeden piksel na bok i przerysowując kontur. Wadą tej metody jest to, że nie wygląda jak maszerujące mrówki z granicami wyboru, które nie są równoległe do osi współrzędnych. 

## Geneza tego pomysłu
Mając na uwadze problem z zaznaczeniem, Bill Atkinson poszedł do swojego ulubionego pubu w Los Gatos. Coś na ścianie przykuło jego uwagę. To był elektryczny znak Hamm's Beer. Znak piwa składał się z iluminowanej sceny rodzaju animowanego wodospadu. Woda zdawała się spływać wodospadem do jeziora. Bill doszedł do wniosku, że ten efekt może rozwiązać jego problem, ponieważ jest łatwo rozpoznawalny. 
Wdrożył on ten pomysł i pokazał go Rodowi Perkinsowi z zespołu Lisy, który powiedział Billowi, że efekt przypomina mu „maszerujące mrówki”.  